# 即墨市实验高级中学
即墨市实验高级中学是中华人民共和国山东省青岛市即墨区的一所高中，常简称实验高中。该校建校于2010年，前身是2005年创办的即墨创新学校。学校位于山东省青岛市即墨区经济开发区崂山二路68号，是即墨区三所重点高中之一。

## 荣誉
- 全国德育工作创新先进学校
- 省级规范化学校
- 全国素质教育示范校
- 山东大学优秀人才输送基地

## 争议
2015年5月，一李姓学生在校内受伤，下颌骨骨折并有多处伤痕，后被法医鉴定为轻伤二级，被怀疑是体罚所致。校方对此予以否认。
2023年12月9日晚，该学校高中班主任郑某某酒后查寝时将一女同学猥亵。12月16日，郑某某被青岛市公安局即墨分局行政拘留十日，执行期限为2023年12月16日到12月26日。